# Salontiroler

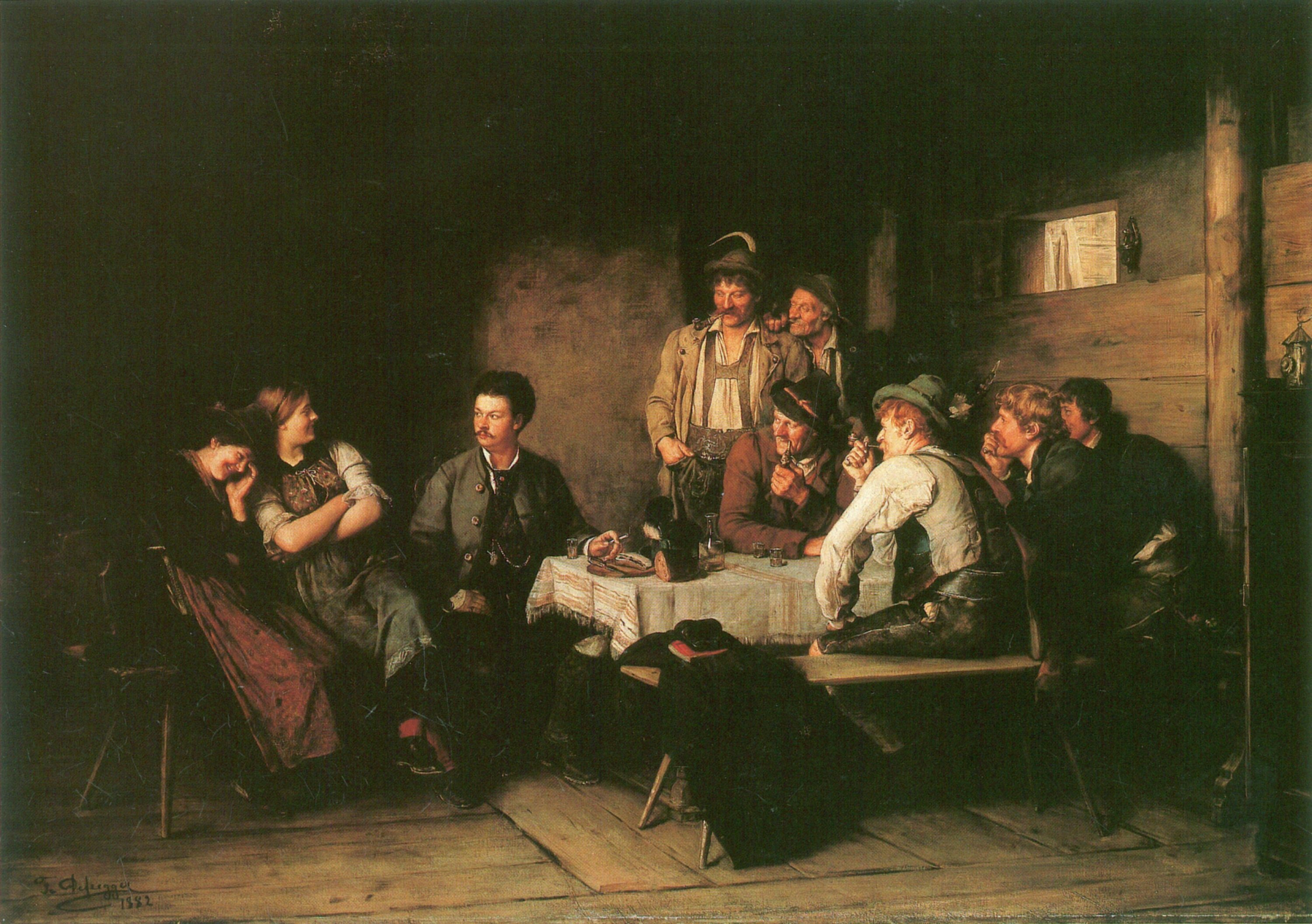
„Der Salon-Tiroler“, 1882 gemalt von Franz Defregger

Als Salontiroler bezeichnet man Touristen, die in den Alpen Urlaub machen und sich dafür in alpenländischer Tracht kleiden.
Der Begriff entstand Ende des 19. Jahrhunderts, als norddeutsche Bürger zunehmend in der als exotisch empfundenen Welt der Alpen Urlaub machten.
Eine ähnliche spöttische Bedeutungsverschiebung mit dem Präfix "Salon-" für Nachahmung findet sich bei Salonbolschewist.
2022 ist zum Thema Salontiroler ein Essay von der Volkskundlerin Elsbeth Wallnöfer erschienen.

## Rezeption
- Laurel und Hardy: Als Salontiroler